# Por Aí...
Por Aí... é o décimo primeiro álbum de estúdio e o último de canções inéditas do cantor e compositor brasileiro Cazuza, falecido em 1990. É um álbum lançado postumamente em abril de 1991 pelo selo Philips, da PolyGram, e posteriormente relançado pela Universal Music. O álbum é composto por canções que não integraram o trabalho anterior, Burguesia, além de outras gravações realizadas durante os últimos anos de vida do artista.

## Contexto
Com sua saúde cada vez mais delicada em decorrência do vírus HIV, Cazuza empenhou-se em gravar o máximo de material possível para o álbum Burguesia, que foi lançado em agosto de 1989 como álbum duplo para comportar suas 20 faixas. Em estado bastante debilitado, chegou a gravar a faixa "Perto do Fogo", composta em parceria com Rita Lee, em um sofá com 39 graus de febre – esta viria a ser sua última canção gravada.
Ao final da produção de Burguesia, o cantor já não conseguia mais escrever devido ao estágio avançado da doença. Contudo, continuou visitando o estúdio e colaborando na mixagem de faixas sempre que podia até outubro de 1989, quando foi aos Estados Unidos para ser internado no Boston Medical Center. Em março do ano seguinte, voltou ao Rio de Janeiro, já em estado crítico e sem perspectiva de melhora. No dia 7 de julho de 1990, Cazuza faleceu aos 32 anos por um choque séptico causado pela AIDS. Meses após sua morte, canções que ainda eram inéditas ao público seriam reunidas para integrar um álbum póstumo.

## Produção
As sessões de gravação das faixas que compõem Por Aí… ocorreram em diferentes momentos, mas principalmente durante a produção de Burguesia, um período de grande urgência criativa e fragilidade de Cazuza por conta da AIDS. O cantor se esforçava para trabalhar em novas composições e revisitar canções conhecidas de outros artistas e de seu próprio repertório. Assim como o trabalho anterior, o álbum conta com grandes nomes da música brasileira e amigos, como Arnaldo Antunes, João Rebouças, Orlando Morais, George Israel, Nilo Romero e Roberto Frejat, assinando as canções junto a Cazuza. Este último, que participou de grande parte dos sucessos do cantor, coescreveu o country "Hei Rei!", que referencia tanto músicas de Cazuza quanto de Roberto Carlos, em uma franca homenagem ao cantor apelidado de "rei".
Entre as regravações do álbum estão "Camila, Camila", sucesso da banda Nenhum de Nós que nesta versão conta com a participação da cantora Sandra de Sá, "Summertime", canção icônica na voz de Janis Joplin, "Cavalos Calados", composição de Raul Seixas que reflete sobre a morte, e a faixa-título "Por Aí", música de sua autoria lançada originalmente no primeiro álbum de sua antiga banda, Barão Vermelho, referenciando o início de sua carreira como cantor em seu o seu último trabalho.
Contratados pela PolyGram, a produção do álbum foi conduzida por Ezequiel Neves, amigo, empresário, produtor e colaborador de longa data, e João Rebouças, parceiro frequente de composições e arranjador do disco anterior. O trabalho da produção envolveu a organização e finalização das últimas obras e materiais dispersos deixados por Cazuza. Todas músicas foram gravadas nos Estúdios Polygram na Barra da Tijuca, Rio de Janeiro, entre março e junho de 1989, com exceção da faixa "Andróide Sem Par", gravada no segundo semestre de 1986, durante a produção do álbum Só Se For a Dois. A mixagem ocorreu de setembro a outubro de 1990.

## Faixas
| N.º            | Título                              | Compositor(es)                                | Duração |  |
| 1.             | "Não Há Perdão Para O Chato"        | Cazuza, Arnaldo Antunes, Zaba Moreau          | 3:13    |  |
| 2.             | "Paixão"                            | Cazuza, João Rebouças                         | 3:09    |  |
| 3.             | "Portuga"                           | Cazuza, Orlando Morais                        | 3:24    |  |
| 4.             | "Hei Rei!"                          | Cazuza, Frejat                                | 2:30    |  |
| 5.             | "Camila, Camila (com Sandra de Sá)" | Thedy Corrêa, Sady Homrich, Carlos Stein      | 4:55    |  |
| 6.             | "Por Aí..."                         | Cazuza, Frejat                                | 3:40    |  |
| 7.             | "Andróide Sem Par"                  | Cazuza, George Israel, Nilo Romero            | 3:20    |  |
| 8.             | "Cavalos Calados"                   | Raul Seixas                                   | 3:50    |  |
| 9.             | "Summertime"                        | George Gershwin, Ira Gershwin, DuBose Heyward | 3:15    |  |
| 10.            | "Oriental II"                       | Cazuza                                        | 3:10    |  |
| 11.            | "O Brasil Vai Ensinar O Mundo"      | Cazuza, Renato Rocketh                        | 3:33    |  |
| Duração total: | Duração total:                      | Duração total:                                | 38:58   |  |

## Banda
- João Rebouças – piano, teclados, órgão
- Jorjão Barreto – teclado (apenas na faixa 11)
- Renato Rocketh – baixo
- Lee Marcucci – baixo (apenas na faixa 2)
- Paulo Cesar Barros – baixo (apenas na faixa 9)
- Nilo Romero: baixo (apenas na faixa 7)
- Paulinho Guitarra – guitarra, violão
- Rogério Meanda: guitarra
- Luciano Maurício – guitarra
- Ricardo Palmeira – guitarra (apenas na faixa 6)
- Widor Santiago – saxofone
- Zé Nogueira – saxofone soprano
- Sérgio Della Monica – bateria, percussão
- Fernando Moraes – bateria (apenas na faixa 7)
- Cidinho – percussão
- Jurema Lourenço, Jussara Lourenço, Solange Borges, Myriam Peracchi – vocais de apoio